# Laccophilus mediocris
Laccophilus mediocris är en skalbaggsart som beskrevs av Guignot 1952. Laccophilus mediocris ingår i släktet Laccophilus och familjen dykare. Inga underarter finns listade i Catalogue of Life.